# Richard Mollier

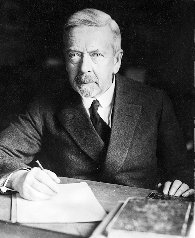
Richard Mollier

Richard Mollier (Triëst, 30 november 1863 – Dresden, 13 mei 1935) was Duits professor in de toegepaste natuurkunde en mechanica in Göttingen en Dresden. Hij was een pionier in experimenteel onderzoek van thermodynamica, in het bijzonder voor water, stoom en vochtige lucht.
Mollierdiagrammen worden routinematig gebruikt bij het ontwerpen van energiecentrales, compressoren, turbines, koeltechniek etc.
Mollierdiagrammen worden in de Engelstalige wereld ook wel "psychrometrics charts" genoemd.

## Opleiding en Carrière
Na het Gymnasium in Triëst begon hij zijn studies in wiskunde en natuurkunde aan de Universiteit van Graz (Oostenrijk), vervolgens ging hij naar de Technische Fachschule München. Hier presenteerde hij zijn eerste publicaties over theoretische mechanica. Hij volgde Gustav Zeuner in 1897 op als Professor in mechanica aan de Technischen Hochschule Dresden. Zijn publicatie New Graphs for Technical Thermodynamics (1904) vereenvoudigde berekeningen van theromdynamische processen enorm. Zijn New Tables and Diagrams for Water Vapor voor het eerst gepubliceerd in 1906 heeft hij in zes vervolgedities steeds aangepast aan nieuwe inzichten.
Op de Thermodynamics Conference van 1923 in Los Angeles is besloten Mollier te eren door elke grafische voorstelling van enthalpie die h als een van de assen heeft een mollierdiagram te noemen.

## Publicaties
- Die Entropie der Wärme (The Entropy of Heat) 1895
- Dampftafeln und Diagramme des Kohlendioxid (Vapor Tables and Diagrams for Carbon Dioxide) 1896
- Neue Diagramme zur Technischen Wärmelehre (New Graphs for Technical Thermodynamics) 1904
- Neue Tabellen und Diagramme für Wasserdampf  (New Tables and Diagrams for Water Vapor) Berlin 1906